# Armoiries de Saint-Martin (royaume des Pays-Bas)
Pour les articles homonymes, voir Armoiries de Saint-Martin.
Le blason de Saint-Martin est composé d'une représentation du vieux palais de Justice de Philipsburg, accompagné en haut à droite du monument de l'amitié franco-néerlandaise et en haut à gauche d'un bouquet de lantanier jaune, la fleur nationale. Au-dessous est inscrite la devise de l'île : Semper Progrediens (« Toujours en marche ») dans un ruban jaune. Au-dessus, un pélican vole devant un coucher de soleil.